# 대정읍
대정읍(大靜邑)은 제주특별자치도 서귀포시 서부에 있는 읍이다. 면적은 78.63km2이며, 인구는 외국인을 제외하고 2020년 2월 29일을 기준으로 10,072세대, 21,329명이다. 읍 소재지는 하모리이다.
대한민국의 최남단인 마라도와 대한민국과 중화인민공화국이 배타적 경제 수역을 두고 갈등 중인 이어도(대정읍 가파리)가 이 읍의 관할이다.

## 역사
- 1914년 4월 1일 : 전라남도 제주군 대정면[2] (13면)
- 1915년 5월 1일 : 전라남도 제주도(島) 대정면[3][4]
- 1946년 8월 1일 : 제주도(道) 남제주군 대정면[5]
- 1956년 7월 8일 : 대정읍으로 승격하였다.[6]
- 1981년 4월 1일 : 가파리에서 마라도의 행정리(마라리)가 분리되었다.
- 2006년 7월 1일 : 제주특별자치도 서귀포시 대정읍[7]

## 법정리
- 하모리(下摹里) 1리, 2리, 3리: 읍사무소 소재지
- 상모리(上摹里) 1리, 2리, 3리
- 동일리(東日里) 1리, 2리
- 일과리(日果里) 1리, 2리
- 무릉리(武陵里) 1리, 2리
- 가파리(加波里) 가파리, 마라리
- 구억리(九億里)
- 보성리(保城里)
- 신도리(新桃里)
- 신평리(新坪里)
- 안성리(安城里)
- 영락리(永樂里)
- 인성리(仁城里)

## 교육
- 가파초등학교
  - 마라분교
- 대정초등학교
- 대정서초등학교
- 무릉초등학교
- 보성초등학교
- 대정중학교
- 무릉중학교
- 브랭섬홀아시아(BHA)
- 한국국제학교(KIS)
- 대정고등학교
- 대정여자고등학교
- 노스런던컬리지에잇스쿨 제주 (NLCS Jeju)
- 세인트존스베리아카데미 제주 (SJA Jeju)

## 항구
- 모슬포항 - 하모리에 있는 국가어항이다.

## 주거

### 아파트
보성리
- 대경주택 대경엘리시아 3차 : 2019년 8월 입주.